# 12077 Frankthorne
12077 Frankthorne este o planetă minoră (asteroid), cu un diametru de 5,613 km, din centura de asteroizi. A fost descoperită pe 20 martie 1998 la Magdalena Ridge Observatory⁠(d) de Lincoln Near-Earth Asteroid Research. 
Obiectul prezintă o orbită caracterizată de o semiaxă mare de 2,6206938 UAi, o excentricitate de 0,14, o înclinație de 14,54245 ° în raport cu ecliptica.